# 関寛治
関 寛治（せき ひろはる、1927年3月31日 - 1997年12月15日）は、東京大学名誉教授、立命館大学名誉教授。専門は平和学、国際政治学。

## 来歴
1927年、東京府生まれ。1944年（昭和19年）広島市の旧制修道中学校（現：修道中学校・高等学校）、旧制静岡中学に在籍。旧制静岡高校を経て、1953年に東京大学法学部を卒業。
卒業後は東京大学東洋文化研究所助手、國學院大學助教授、東京大学東洋文化研究所教授、立命館大学国際関係学部教授を務めた。また、日本平和学会初代会長（1973年 - 1975年）。広島大学平和科学研究センター所長（1975年-1979年）も務めた。

## 人物
- 雑誌『世界』に寄稿した「『冷戦の再開』と世界秩序の危機」の中で、ソ連によるアフガン侵攻を「進攻」という字句で表現していたことや、大韓航空機爆破事件ではこじつけの理論を展開して北朝鮮に同調して工作員による犯行を韓国側の捏造と仄めかす主張を朝日新聞に投稿したことを稲垣武から批判されている[4]。
- 大阪経済法科大学アジア研究所研究員であり、金日成思想を学び、それを日本革命に活かそうとするセクトのチュチェ派の重鎮であった。1994年2月に結成された金日成・金正日に「絶対の忠誠を誓う」ことを頻繁に決議している全国キムジョンイル著作研究会全国連絡協議会とチュチェ思想国際研究所の顧問でもあった[5]。

## 著書

### 単著
- 『現代東アジア国際環境の誕生』（福村出版, 1966年）
- 『危機の認識』（福村出版, 1969年）
- 『国際体系論の基礎』（東京大学出版会, 1969年）
- 『危機の深みに立って』（ダイヤモンド社, 1970年）
- 『地球政治学の構想』（日本経済新聞社, 1977年）
- 『ロン・ヤス現象』（オリジン出版センター, 1985年）
- The Asia-Pacific in the Global Transformation: Bringing "The Nation-State Japan" Back In, (Institute of Oriental Culture, University of Tokyo, 1987).
- 『グローバル・シミュレーション＆ゲーミング――複雑系地球政治学へ』（科学技術融合振興財団, 1997年）

### 共著
- （岸田純之助・武者小路公秀）『70年代の国際関係――多極化時代のシステム・アプローチ』（べりかん社, 1970年）
- （高柳先男）『同時代への視座――軍拡・デタント・第三世界』（三嶺書房, 1985年）

### 編著
- 『国際政治学を学ぶ――危機状況打開のための現代国際政治理論のシナリオ』（有斐閣, 1981年）

### 共編著
- （高畠通敏）『政治学』（有斐閣, 1978年）
- （高瀬浄）『朝鮮半島と国際関係』（晃洋書房, 1982年）
- （アンセルモ・マタイス）『平和のメッセージ――核戦争の脅威をのりこえて』（明石書店, 1985年）
- （姜昌周）『南北朝鮮統一論』（日本評論社, 1991年）
- （大久保史郎、ルイス・W・グッドマン、玉本偉）『地球化時代の日米関係』（日本評論社, 1992年）
- （西口清勝）『アジア太平洋新時代と日本――地球化と地域化の政治経済学』（法律文化社, 1992年）
- （斎藤哲夫・山下健次）『平和学のすすめ――その歴史・現状及び課題』（法律文化社, 1995年）
- （関下稔・石黒馨）『現代の国際政治経済学――学際知の冒険』（法律文化社, 1998年）
- 東京書籍「現代社会」教科書

### 訳書
- A・ラパポート『現代の戦争と平和の理論』（岩波書店［岩波新書］, 1969年）
- アナトール・ラパポート『戦略と良心』、岩波書店, 1972
- グレン・D・ペイジ『アメリカと朝鮮戦争――介入決定過程の実証的研究』（サイマル出版会, 1971年）